# Terry Runte
Terry Deane Runte (Milwaukee, Wisconsin, 7 de Outubro de 1960 - Jamaica, 17 de Outubro de 1994) foi um roteirista estadunidense.

## Carreira
Ele trabalhou com o seu melhor amigo, o também roteirista, Parker Bennett e escreveu guiões para os filmes da comédia.

## Filmografia
- Encontro Mistério (Mystery Date) (1991)
- Super Mario (Super Mario Bros.) (1993)
- O Cavaleiro das Arábias (The Thief and the Cobbler) (1993)

## Morte
Terry Runte morreu assassinado na praia jamaicana no dia 17 de Outubro de 1994 e ele tinha 34 anos.